# Der Afghane
Der Afghane (im englischen Original The Afghan) ist ein Thriller des britischen Schriftstellers Frederick Forsyth aus dem Jahr 2006. Der Roman erschien noch im selben Jahr in einer deutschen Übersetzung von Rainer Schmidt im C. Bertelsmann Verlag. Im Thriller versuchen die westlichen Geheimdienste CIA und SIS, in das islamistische Terrornetzwerk Al-Qaida einen Agenten einzuschleusen, um einen Anschlag zu verhindern.

## Inhalt
Beim Ausheben eines kleinen Terrornests in der pakistanischen Stadt Peschawar fällt den westlichen Geheimdiensten, dem amerikanischen CIA und dem britischen SIS, ein Laptop in die Hände. Sein Besitzer war der Finanzchef der Terrororganisation Al-Qaida, der bei dem Zugriff starb. Auf dem Laptop finden die Geheimdienstmitarbeiter einen Hinweis auf Al-Isra, einer Koranstelle, die sie als Hinweis auf einen großen Terroranschlag deuten. Der CIA zieht seine Koranexperten hinzu, die allerdings nicht weiterhelfen können. Auch die weltweite Fahndung nach Informationen zum Stichwort Al-Isra führt zu nichts. Die Geheimdienste vermuten, dass nur der innere Zirkel von Al-Qaida eingeweiht ist.
Am geschicktesten wäre es, sinniert ein Agent, wenn man in diesen Zirkel einen Undercoveragenten einschleusen könnte. Doch welcher westliche Agent würde unter den Islamisten als ihresgleichen durchgehen? Den entscheidenden Tipp gibt Terry Martin, ein britischer Islamwissenschaftler und Berater des CIA: Sein Bruder, Mike Martin, ist mit seinem dunklen Teint kaum von einem Araber zu unterscheiden. Da die Brüder zeitweise im Irak aufgewachsen sind und Mike Martin als Elitesoldat sehr häufig in den islamischen Ländern diente, spricht Mike auch etliche Sprachen der Region.
Die Geheimdienste CIA und SIS beschließen, Mike für den im Gefangenenlager Guantanamo einsitzenden Talibankämpfer Izmat Khan auszugeben und als dessen Doppelgänger nach Afghanistan zu senden. In mehreren Wochen perfektioniert Mike seine Sprach- und Korankenntnisse und eignet sich alles an, was über Izmat Khan bekannt ist. Da die Angehörigen von Khan bei Kampfhandlungen in Afghanistan ums Leben kamen, braucht sich Mike keine Sorgen zu machen, dass Familienmitglieder ihn als Doppelgänger auffliegen lassen.
Die Geheimdienste fingieren die Abschiebung Khans von Guantanamo nach Afghanistan: Khan wird jedoch im Norden der USA in Isolationshaft genommen, während Mike an dessen Stelle nach Afghanistan geflogen wird. Dort gelingt ihm eine ebenfalls fingierte Flucht aus der Polizeiverwahrung. Er taucht ab und sucht den Anschluss an Al-Qaida. Das gelingt ihm, und nach intensiven Tests und Befragungen wird er Teil des Al-Isra-Kommandos.
Unterdessen haben die Terroristen mit Schlauchbooten den Flüssiggastanker Java Star gekapert, die Mannschaft getötet und das Schiff nach Indonesien gebracht. Dort wird das Schiff so umgebaut, dass es dem Frachter Countess of Richmond zum Verwechseln ähnelt. Die richtige Countess hatten die Terroristen zuvor ebenfalls gekapert und versenkt. Ziel der Terroristen ist ein Attentat mit dem Tanker und seiner explosiven Ladung. Doch das erkennt Mike erst, als er mit den übrigen Selbstmordattentätern das Schiff erreicht.
Die westlichen Geheimdienste haben Mikes Spur längst verloren. Nur einmal gelingt es Mike, auf dem Weg zum Schiff einem Touristen einen Zettel mit dem Hinweis auf ein Schiffsattentat zuzustecken. Daraufhin setzt sich der Geheimdienstapparat in Bewegung, um weltweit jegliche Auffälligkeit bei Schiffsbewegungen zu untersuchen.
Den Terroristen gelingt es jedoch, durch Ablenkmanöver und der guten Tarnung der Countess, unerkannt auf ihr eigentliches Ziel zuzusteuern: den Luxusdampfer Queen Mary 2, der sich mit US-Präsident Bush und anderen Staatschefs der G8-Länder auf einer Konferenzreise von New York nach London befindet. Kurz bevor die Countess der QM2 gefährlich nahe kommt, gelingt es Mike, den Frachter in die Luft zu jagen. Er opfert sich dabei.

## Weiteres
Mike Martin war bereits Protagonist in Die Faust Gottes.
Nachdem der Ost-West-Konflikt mit dem Niedergang der Sowjetunion für Geheimdienstthriller nicht mehr zur Verfügung steht, sehen Literaturkritiker in Der Afghane ein Beispiel für ein neues Thrillergenre, den Globalisierungsthriller.

## Ausgaben
- Frederick Forsyth: The Afghan. Bantam books, London 2008, ISBN 0-59305726-0.
- Frederick Forsyth: Der Afghane. Deutsch von Rainer Schmidt. Goldmann, München  2008, ISBN 978-3442467013.